# Stuff (banda)
Stuff fue un supergrupo de jazz funk estadounidense, formado a mediados de la década de 1970 por músicos de sesión basados en Nueva York. Sus miembros iniciales fueron Gordon Edwards (bajo eléctrico), Richard Tee (teclados), Cornell Dupree (guitarra), Chris Parker (batería), aunque este último fue reemplazado por Steve Gadd a la vez que Eric Gale (guitarra) se unió al grupo.
Entre 1975 y 1980, sacaron cuatro álbumes para Warner.
La banda está estrechamente asociada con el legendario club de jazz neoyorquino, Mikell's, lugar de encuentro para todo músico de jazz, soul y funk en sus estancias en Nueva York, y muchos músicos consolidados, como Billy Cobham y el saxo David Sanborn tocaron y/o grabaron con la banda.

## Discografía
- Stuff (1976) (Warner Bros. Records)
- More Stuff (1977) (WEA/Warner Bros.)
- Stuff It (1978) (Warner Bros.)
- Live Stuff (1978)
- Live in New York (1980)
- Best Stuff (1981)
- The Right Stuff (1996) (Warner)
- Live at Montreux 1976 DVD y CD (2007)